# Baisi Bichawa
Baisi Bichawa (nep. बैसे बिचवा) – gaun wikas samiti w zachodniej części Nepalu w strefie Mahakali w dystrykcie Kanchanpur. Według nepalskiego spisu powszechnego z 2001 roku liczył on 1826 gospodarstw domowych i 11 490 mieszkańców (5690 kobiet i 5800 mężczyzn).